# Țuică
 (avril 2024).
Si vous disposez d'ouvrages ou d'articles de référence ou si vous connaissez des sites web de qualité traitant du thème abordé ici, merci de compléter l'article en donnant les références utiles à sa vérifiabilité et en les liant à la section « Notes et références ».
La țuică est une eau-de-vie traditionnelle originaire de Roumanie et Moldavie provenant de la distillation des prunes. Les boissons alcooliques qui sont obtenues en utilisant d'autres fruits fermentés s'appellent Rachiu ou Palincă, surtout en Transylvanie, ou encore horincă dans la région du Maramures. Ces liqueurs sont parfois distillées une seconde fois pour obtenir un alcool plus fort.

## Histoire
Le mot « țuică » a la même origine balkanique que Tsicoudiá (τσικουδιά) ou Tsípouro (τσίπουρο) en Grèce, qui désigne une eau-de-vie de marc de raisin.
« Țuică » était le seul alcool disponible, au-dehors du vin, pour les paysans roumain, étant facile à produire. L'anthropologue Narcis Tulbure mentionne que au XIXe siècle les paysans roumains produisaient țuică dans les villages de montagne de Transylvanie dans une chaudière commune pour tout le village.
Pour la țuică, la dictature communiste a été le temps du contingentement car le régime interdisait la distillation privée et la réprimait sévèrement, au nom de la lutte contre l’alcoolisme. Cela a encouragé les distillations clandestines, parfois à base de produits industriels, ce qui a provoqué de nombreux drames dans les campagnes mais aussi encouragé les délations et donc, les déportations dans les camps de redressement du Bărăgan. En revanche, les quinze ans suivant la Libération de 1989 représentent l’âge d’or des bouilleurs de cru, car les contrôles avaient quasiment disparu, tandis que les alcools, les fruits et les sucres de qualité ont fait leur apparition sur les marchés.
Depuis l’adhésion à l’Union européenne en 2007, on note un retour des contrôles et moins de liberté pour distiller.

## Production

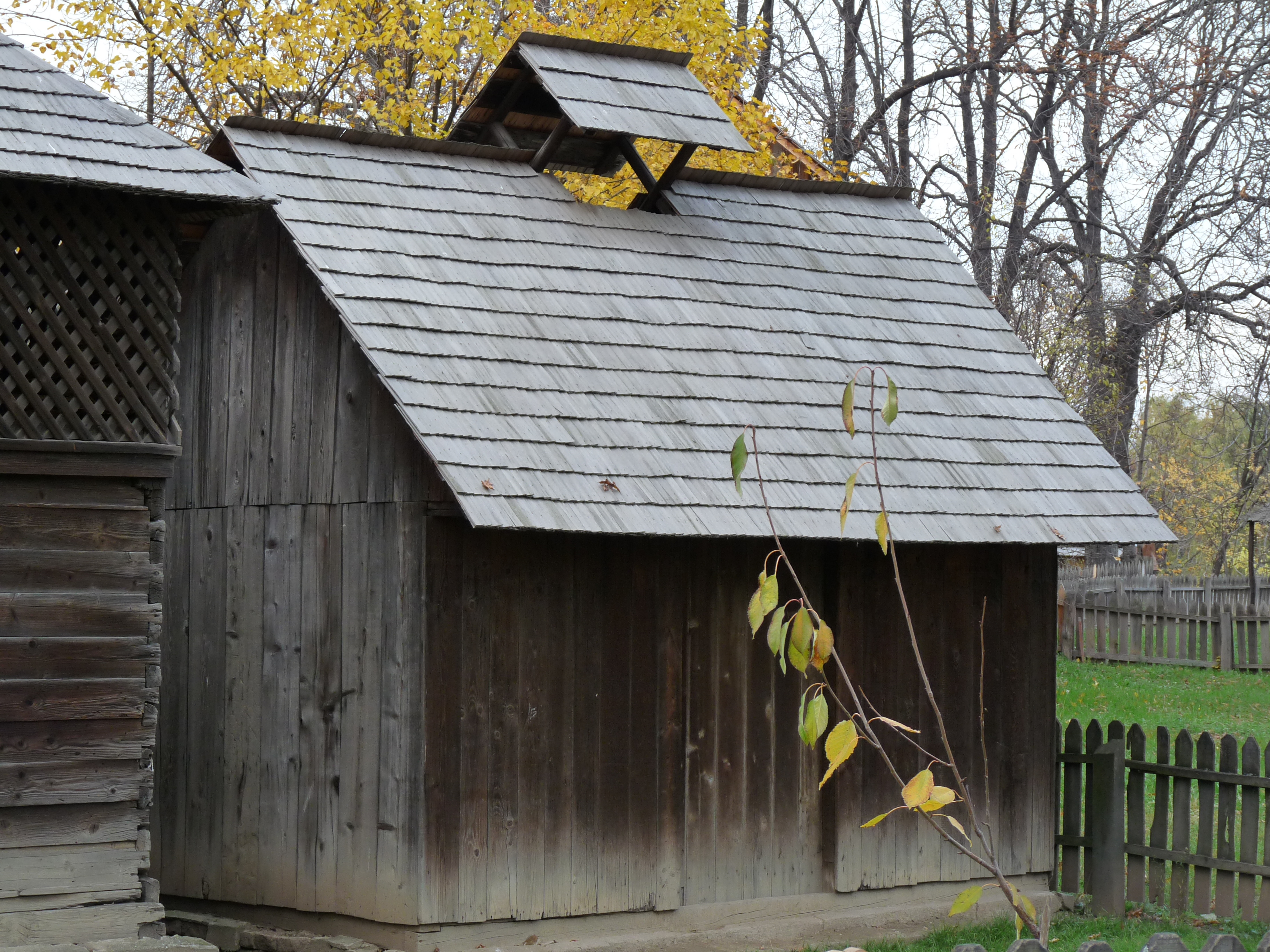
Petite distillerie de țuică du XIXe siècle au musée du village roumain à Bucarest.

La țuică est produite entre le début du mois d'octobre et le mois de décembre. La production doit être terminée avant Noël.
Les fruits utilisés sont le plus souvent des prunes mais les cerises, griottes, abricots, pêches et mirabelles peuvent aussi être utilisés, au gré des recettes et des régions.
La personne qui s'occupe de la supervision de la production s'appelle le țuicar, mais il y a des noms différents selon les régions. On distille la țuică soit à l'extérieur, soit dans une pièce spéciale. On laisse d'abord les prunes fermenter dans de grandes cuves (butoaie/căldări) pour une période de six à huit semaines. Pour la distillation des alambics en laiton, nommé cazane, sont utilisés. Traditionnellement, ils sont chauffés au bois. On contrôle la température pendant le procédé de distillation en interprétant les bruits faits par l'alambic. On porte à ébullition le contenu de l'alambic plusieurs fois, en goûtant la țuică pour en contrôler la qualité. À la fin du processus, on obtient plusieurs fractions de distillation de țuică :
- Un quart est la « țuică forte » (țuică de-a-ntâia). Son degré d'alcool varie entre 45 et 55 %. La țuică forte est la première țuică à sortir de distillation. Normalement, elle est distillée une seconde fois et ressemble à la « Palincă ».
- Le demi est une țuică (țuică de-a doua) avec un degré d'alcool de 30 à 40 %. Il s'agit de la țuică la plus consommée.
- La țuică faible (țuică de-a treia ou apă de țuică) est la dernière fraction. Son degré d'alcool varie entre 5 et 15 %.

La țuică destinée à la consommation immédiate s'appelle « țuică fraîche » (țuică proaspătă), celle destinée à la garde s'appelle « vieille țuică » (țuică bătrână). En vieillissant, sa texture devient huileuse et son bouquet fruité.
La țuică de qualité supérieure a un aspect translucide quand on la mélange avec de l'eau.

## Commercialisation

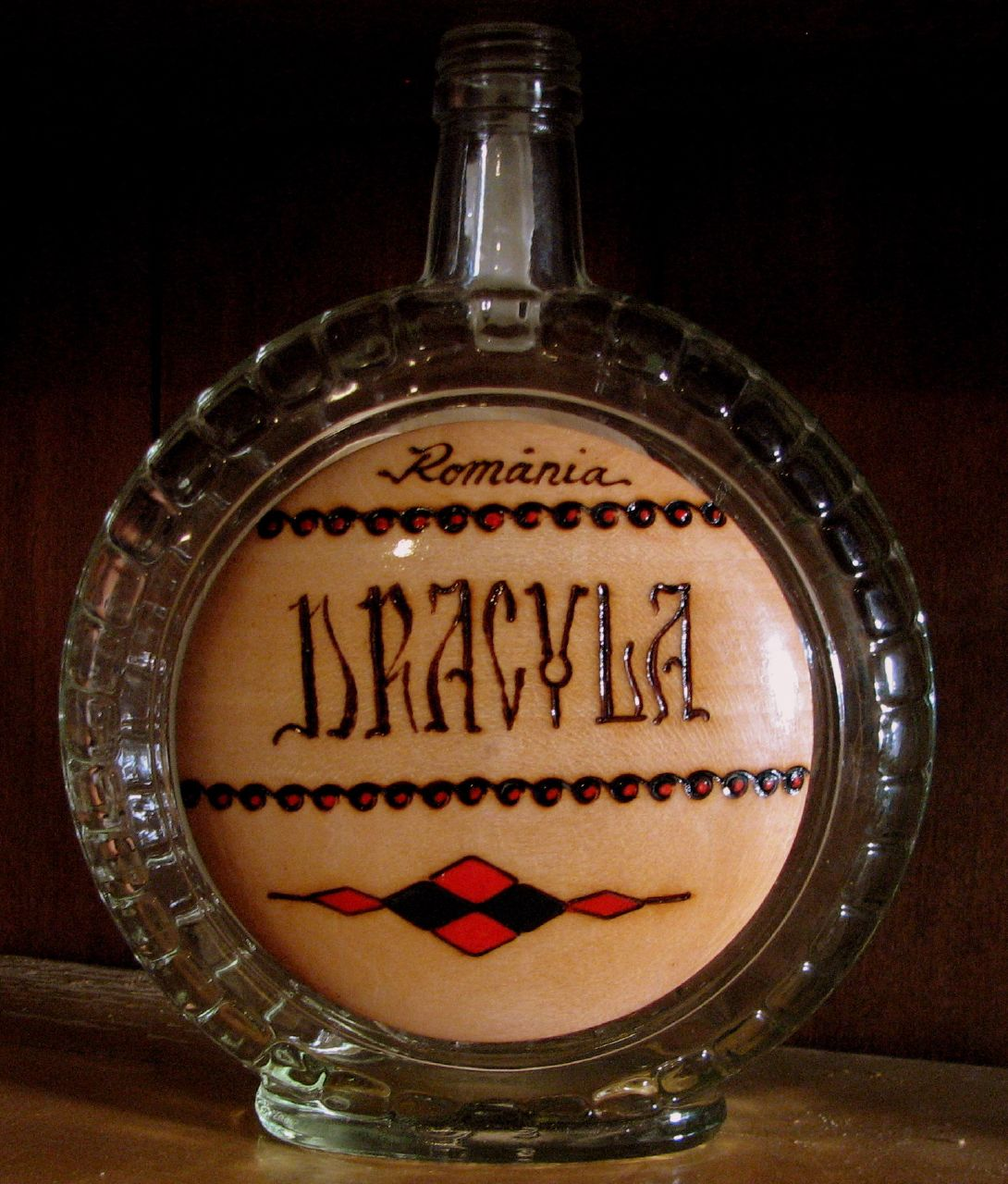
Bouteille de țuică roumaine de marque Dracula.

La plupart de la țuică qu'on peut acheter est distillée illégalement. Elle est mise dans une bouteille en plastique PET sans étiquette et vendue sur le marché. Bien que les autorités sanitaires roumaines soient au courant de ces pratiques, elles sont tolérées parce que la țuica est considérée comme boisson nationale. On ne doit jamais consommer de țuică d'origine inconnue ! La țuică distillée d'une façon impropre peut être très dangereuse pour la santé ! Quelques communes roumaines ont obtenu une licence de l'État pour la distillation légale de la țuică.
La marque de țuică la plus connue en Roumanie est la « Țuica de Pitești ». Son nom dérive des montagnes qui entourent la ville roumaine de Pitești, sur lesquelles poussent les prunes utilisées pour cette țuică. Ultérieurement, la « Țuica de Pitești » a été rebaptisée « Ochii lui Dobrin » (fr. Les yeux de Dobrin). Nicolae Dobrin était un joueur de football célèbre dans les années 1970.
« Țuică cu fruct » est une autre marque de țuică qu'on trouve très souvent sur le marché. Une bouteille de țuică cu fruct contient un fruit entier, souvent une pomme ou une poire. Avant le remplissage avec la țuică cu fruct, la bouteille est mise - dès le début du printemps - sur une branche d'arbre pour permettre au fruit de pousser directement dans la bouteille.

## Consommation
Traditionnellement, un verre de țuică est offert avant chaque repas avec un peu de telemea et quelques tranches de tomate pour stimuler l'appétit. Dans quelques régions on mange aussi du pain et du bacon en même temps que les tomates et le fromage. En plus, on souhaite la bienvenue à un invité en buvant un verre de țuică avec lui. En hiver, la țuică est offerte chaude, avec du sucre, du poivre et du citron.
La țuică ne manque jamais pendant une cérémonie, comme la cérémonie de mariage, la fête de la moisson, le baptême ou l'enterrement. Pendant la cérémonie de mariage, le père de la mariée offre à chacun des invités un verre de țuică pour trinquer à l'honneur du bonheur du couple. Il est consommé plus tard pendant la fête.
À la fin d'un enterrement orthodoxe, sur le cimetière, on offre un verre de țuică et une tranche de pain pour trinquer à l'honneur de l'âme du défunt. On ensable un peu de țuică en disant la phrase « Que Dieu le reçoive ! » (Dumnezeu să-i primească !), puis on boit le reste. Pendant le repas d'enterrement, on invite aussi les étrangers à manger avec les invités. On dit que cela bénéficiera au défunt dans l'au-delà.